# Chantal Galladé

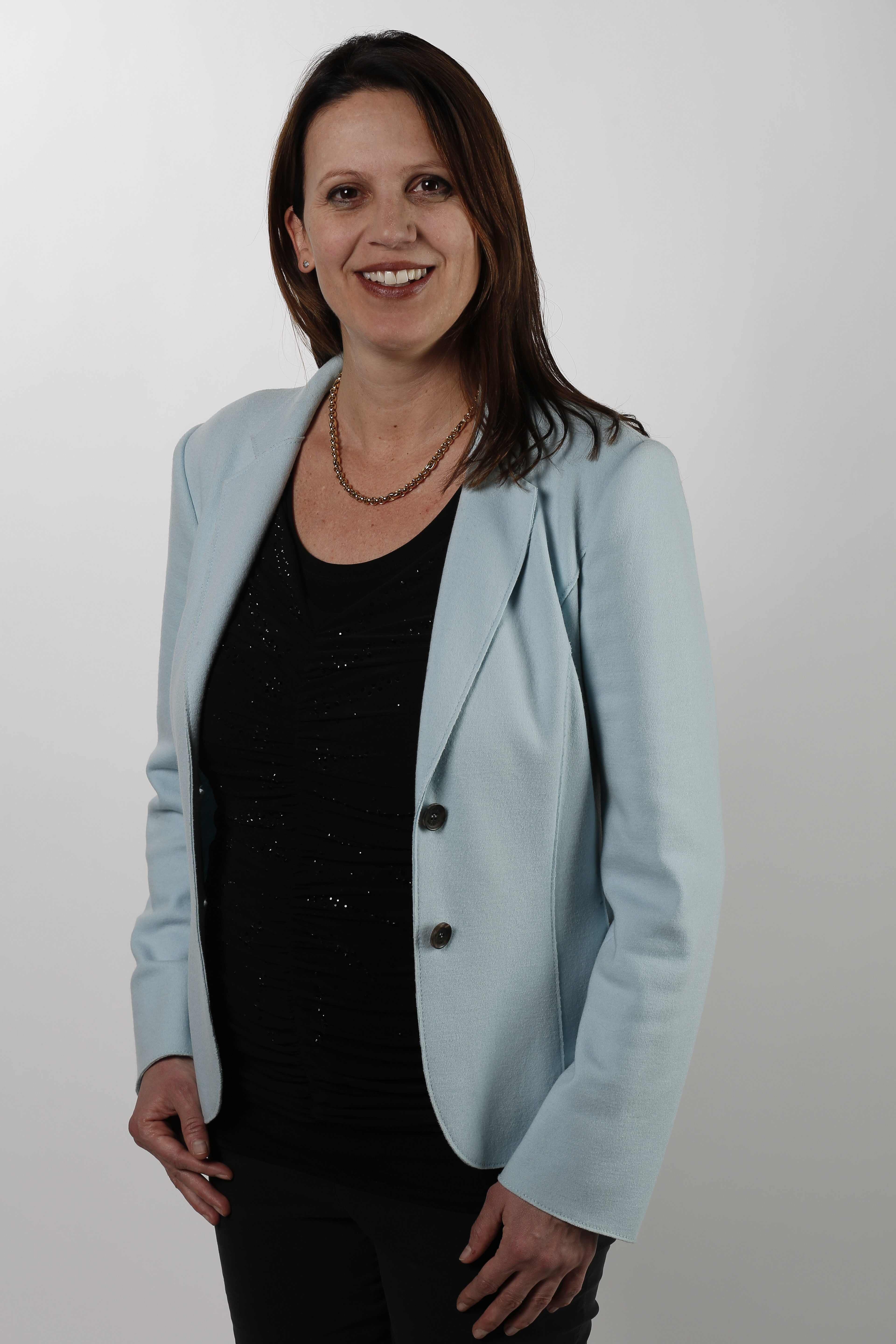
Chantal Galladé (2015)

Chantal Juliane Galladé (* 17. Dezember 1972 in Winterthur; heimatberechtigt in Isérables) ist eine Schweizer Politikerin (GLP, zuvor SP). Von 2003 bis 2018 war sie SP-Nationalrätin, seit 2023 ist sie Zürcher Kantonsrätin für die GLP.

## Biografie
Galladé ist in Winterthur aufgewachsen. Als sie elf Jahre alt war, brachte sich ihr Vater mit seiner Armeewaffe um. 1989 bis 1992 machte Galladé eine KV-Lehre, darauf besuchte sie eine Gymnastikberufsschule. Auf dem zweiten Bildungsweg holte sie an der Kantonalen Maturitätsschule für Erwachsene 1993 bis 1996 die Maturität nach. Von 1997 bis 2008 studierte sie Pädagogik und Politikwissenschaft. Sie war während des Studiums unter anderem als Berufsschullehrerin tätig. Sie ist Erziehungswissenschafterin und unterrichtet (Stand 2022) wieder als Berufsschullehrerin. Sie ist Mitgründerin eines Unternehmens, das Schulleitungen und Schulbehörden berät. Auf Radio 1 hatte sie während acht Jahren am Freitagmorgen eine Kolumne.
Galladé ist Mutter zweier Töchter (Amélie, * 2004 und * 2015). Sie war mehrere Jahre mit dem damaligen SP-Nationalrat Daniel Jositsch liiert.
Galladés Tochter Amélie ist wie ihre Mutter politisch aktiv und Mitglied der GLP. Amélie war von 2018 bis 2021 im Vorstand des Jugendparlaments Winterthur. Seit 2021 ist sie Co-Präsidentin des Jugendparlaments des Kantons Zürich. Chantal Galladé betreibt mit ihrer Tochter Amélie den «Galladé Podcast».
Galladés Bruder Nicolas Galladé (* 1975) ist ebenfalls Politiker. Er wirkt seit 2010 als Winterthurer Stadtrat und gehört der SP an.

## Politik
Das erste Mal politisch tätig wurde sie als Mitinitiantin des Jugendparlaments in Winterthur. 1990 trat Galladé der Sozialdemokratischen Partei der Schweiz bei und wurde 1997 in den Zürcher Kantonsrat gewählt. Bei den Schweizer Parlamentswahlen 2003 wurde sie in den Nationalrat gewählt. Bei den Wahlen 2007 kandidierte sie für beide Ratskammern. In der Ständeratswahl erzielte sie im ersten Wahlgang das beste Resultat aller Mitte-/Links-Kandidaten. Am 26. Oktober 2007 zog sie ihre Kandidatur für den zweiten Wahlgang jedoch zu Gunsten von Verena Diener zurück und blieb somit Nationalrätin. Bei den Wahlen vom 23. Oktober 2011 und bei den Wahlen vom 18. Oktober 2015 wurde sie wiedergewählt. Nachdem sie im Juni 2018 zur Präsidentin der Kreisschulpflege Winterthur Stadt-Töss für die Amtsdauer von vier Jahren gewählt worden war, trat sie auf den 6. Dezember 2018 als Nationalrätin zurück. 2021 gab sie im Vorfeld der Abstimmungen um die neue Gemeindeverordnung ihren Rücktritt als Kreisschulpflegepräsidentin bekannt.
Inhaltlich lagen ihre Schwerpunkte in der Bildungs- und in der Sicherheitspolitik. 2007 erregte ein von ihr gemeinsam mit Daniel Jositsch veröffentlichter 12-Punkte-Plan zur Lösung von Jugendgewalt und Schulproblemen grosses Aufsehen.
Im Februar 2019 gab sie ihren Wechsel von der SP zur Grünliberalen Partei bekannt; dabei kritisierte sie die veränderte Europapolitik der SP, insbesondere die Ablehnung des Rahmenabkommens mit der Europäischen Union.
2023 wurde sie in den Zürcher Kantonsrat gewählt.